# Hideki Ishige
Hideki Ishige (石毛 秀樹 Ishige Hideki?), född 21 september 1994 i Shizuoka prefektur, är en japansk fotbollsspelare.
Ishige började sin karriär 2012 i Shimizu S-Pulse. 2017 blev han utlånad till Fagiano Okayama. Han gick tillbaka till Shimizu S-Pulse 2018.